# متلازمة غريستمان
متلازمة غريستمان (بالإنجليزية: Gerstmann syndrome) هي اضطراب عصبي يتميز بمجموعة من الأعراض التي تشير إلى وجود آفة في منطقة معينة من الدماغ. (ولا ينبغي الخلط بين متلازمة غيرستمان ستراوس، وهي اعتلال الدماغ الأسفنجي المُعدي.)
تم تسمية هذه المتلازمة على اسم جوزيف غيرستمان.

## الأعراض الأساسية
تتميز متلازمة غريستمان بأربعة أعراض رئيسة هي:
1. عسر الكتابة القصور الكتابي: عدم القدرة على الكتابة.[2][3]
2. عسر الحسابأو تعذر الحساب: عدم القدرة على تعلم أو فهم علم الرياضيات.[2][3]
3. عَمَه الأصابع: عدم القدرة على تحديد أصابع اليد.[2][3]
4. تَوَهان يميني يساري.[2][3]

## الأسباب
كثيرًا ما يرتبط هذا الاضطراب بآفات الدماغ في نصف الرأس (عادة من اليسار) بما في ذلك الزاوي والتلفيف فوق الهامشي القريب من نقطة اتصال الصدغي والفص الجداري. وهناك جدل كبير في الأدبيات العلمية حول ما إذا كانت متلازمة غريستمان يُمثل حقًا الداء الموحد المُحفز من الناحية النظرية. لذا فقد بدأ الاستفهام عن المنفعة التشخيصية من قبل أطباء الأمراض العصبية وأمثالهم من الأطباء العصبيين النفسيين. حيث شارك التلفيف الزاوي بصفة عامة في ترجمة الأنماط البصرية للرسالة والكلمات إلى معلومات مفيدة، مثلما يحدث أثناء القراءة.

## في البالغين
ربما تحدث هذه المتلازمة للبالغين بعد حدوث السكتة الدماغية أو بالاشتراك مع الأضرار التي لحقت بـ الفص الجداري.
وإضافة إلى ظهور الأعراض المذكورة أعلاه، فإن الكثير من البالغين يعانون أيضًا من فقدان القدرة على الكلام، حيث يكون هناك صعوبة في التعبير عن النفس عند الحديث أو في فهم الكلام أو في القراءة والكتابة.

## في الأطفال
هناك تقارير قليلة عن الأعراض، التي تُسمى أحيانًا بأعراض غريستمان التنموية في الأطفال،  ولم يُعرف السبب. وتُحدد معظم الحالات عندما يبلغ الأطفال سن المدرسة، وهو الوقت الذي يتعرضون فيه للكتابة وتمارين الرياضيات. وبصفة عامة، فإن الأطفال الذين يعانون من هذا الاضطراب يُظهرون مهارات كتابية وهجائية تفتقر إلى المهارة ويعانون من صعوبة في الأداء الرياضي، بما في ذلك عمليات الجمع والطرح والضرب والقسمة. فضلًا عن عدم القدرة على التفريق بين اليمين واليسار التي ربما تكون واضحة أيضًا في عملية التمييز بين الأصابع الفردية. إضافة إلى الأعراض الأساسية الأربعة، يعاني الكثير من الأطفال أيضًا من تعذر الأداء التعميري وعدم القدرة على نسخ الرسومات البسيطة. ولذا، يوجد هناك أيضًا ضعف في القراءة. بل ربما يتأثر الأطفال الذين لديهم مستوى عالِ من الأداء الفكري بهذا الاضطراب وكذلك هؤلاء المصابون بتلف في الدماغ.

## العلاج
لا يوجد علاج لمتلازمة غريستمان. فالعلاج يكون حسب الأعراض ويجب أن يكون داعمًا. ربما تساعد المعالجات المهنية والكلامية على تقليل عسر الكتابة والعمه الحركي. وإضافة إلى ذلك، ربما تساعد الآلات الحاسبة ومعالج الكلمات أطفال المدارس على مواجهة أعراض هذا الاضطراب.

## توقعات سير المرض
في البالغين، هناك الكثير من الأعراض التي تضعف بمرور الوقت. وعلى الرغم من ذلك، فمن المقترح أن الأعراض في الأطفال ربما تقل بمرور الوقت، حيث يبدو أنه من المحتمل أن معظم الأطفال ربما لا يتغلبون على عجزهم، لكن يتعلمون كيف يتكيفون معها.

## كتابات أخرى
- Ardila A, Rosselli M (ديسمبر 2002). "Acalculia and dyscalculia" (PDF). Neuropsychol Rev. ج. 12 ع. 4: 179–231. PMID:12539968. مؤرشف من الأصل (PDF) في 2016-03-04. اطلع عليه بتاريخ 2013-03-26.
- "Gerstmann's Syndrome Information Page". National Institute of Neurological Disorders and Stroke (NINDS). مؤرشف من الأصل في 2016-12-02.
- Reeve R, Humberstone J (2011). "Five- to 7-year-olds' finger gnosia and calculation abilities". Front Psychol. ج. 2: 359. DOI:10.3389/fpsyg.2011.00359. PMC:3236444. PMID:22171220.{{استشهاد بدورية محكمة}}:  صيانة الاستشهاد: دوي مجاني غير معلم (link)